# Microspingus
Microspingus (boomgorzen) is een geslacht van zangvogels uit de familie Thraupidae (tangaren). Er zijn acht soorten:
- Microspingus alticola  – Grijsstaartboomgors
- Microspingus cabanisi  – Grijsborstboomgors
- Microspingus cinereus  – Grijze boomgors
- Microspingus erythrophrys  – Roestbrauwboomgors
- Microspingus lateralis  – Roodstuitboomgors
- Microspingus melanoleucus  – Zwartwangboomgors
- Microspingus torquatus  – Zwartbandboomgors
- Microspingus trifasciatus  – Driestreepboomgors